# Dieveniškės
Dieveniškės (en polonais : Dziewieniszki, en biélorusse : Дзевянішкі) est une ville lituanienne, appartenant à la municipalité du district de Šalčininkai, située dans l'Apskritis de Vilnius. 

## Géographie
La ville est située à environ 6 km de la frontière biélorusse, elle est entourée d'un parc national du même nom.
Le territoire de sa seniūnija forme avec celle de Poškonys un saillant s'enfonçant dans la Biélorussie sur une vingtaine de kilomètres. Seul un couloir d'environ 2,5 km de large situé au niveau de la forêt de Sakai, évite à cette excroissance lituanienne de constituer une enclave en territoire biélorusse. 

## Toponymie
Le nom signifie littéralement « lieux des dieux ».

## Histoire

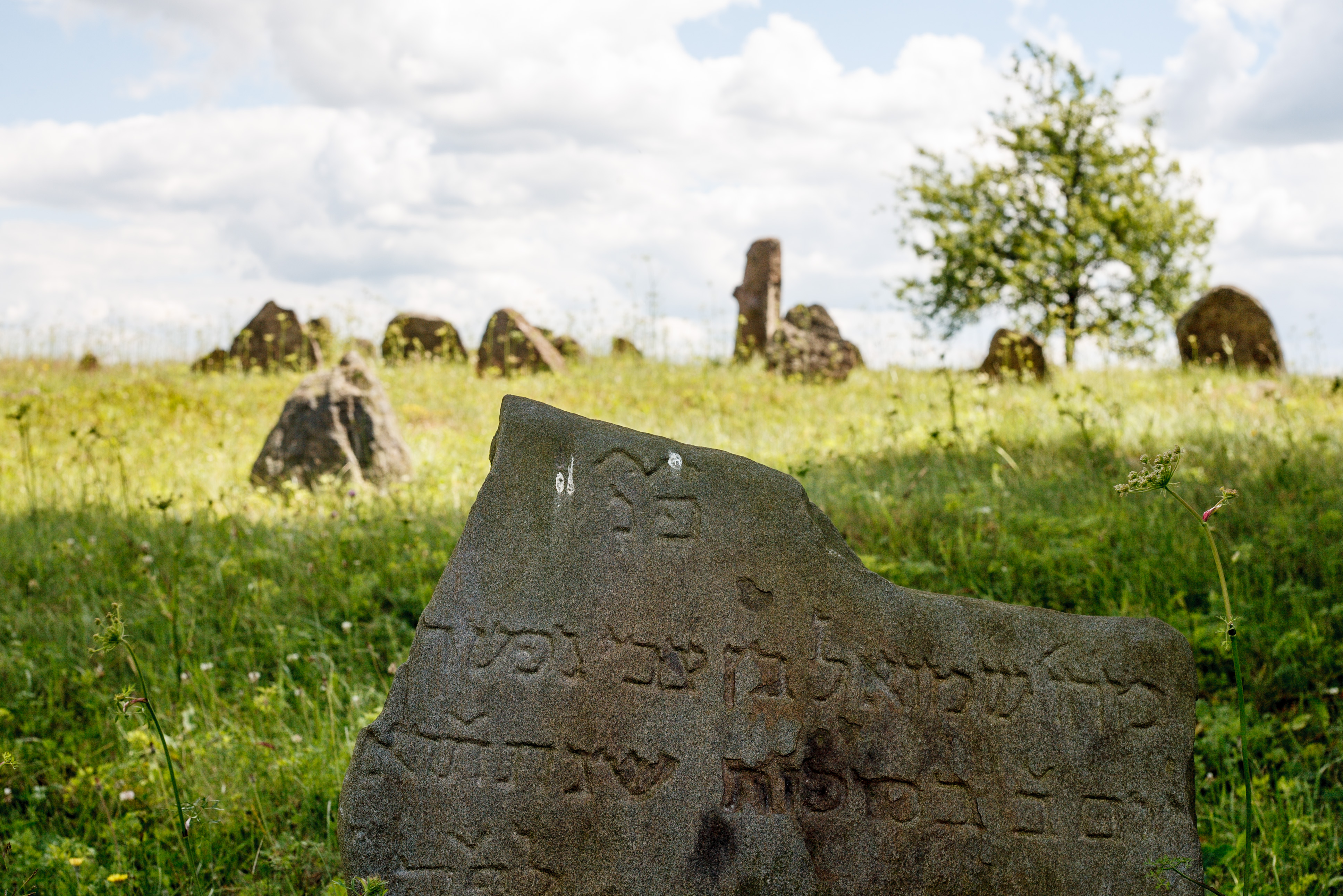
Cimetière juif de la ville.

Dieveniškės est mentionné en 1385 comme un village appartenant à un noble lituanien, Mykolas Mingaila. La reine Barbara Radziwill venait prier dans l'église de la ville construite au XVIe siècle. Selon le recensement de 1897, la communauté juive représente 75 % de la population totale du village. Le shtetl avait 2 synagogues. Les juifs furent assassinés pendant la Shoah.
Entre 1920 et 1939, la ville fait partie de la Pologne. En septembre 1939, elle rejoint la RSS de Biélorussie, mais le 6 novembre 1940, la ville et ses territoires environnants sont transférés à la RSS de Lituanie, en raison de la présence d'une proportion importante de population lituanienne. Une légende tenace dit que la pipe de Staline était posée sur la carte et que personne n'a osé la déplacer. Aujourd'hui environ 60% de la population se déclare polonaise.